# Lumen Gentium
Lumen Gentium (с лат. — «Свет народам») — догматическая конституция Второго Ватиканского собора Католической церкви. Полное название — Догматическая конституция о Церкви «Lumen Gentium». Утверждена папой Павлом VI 21 ноября 1964 года, после того как она была одобрена на соборе. За финальный вариант конституции высказался 2 151 участник собора, против — 5. Своё название получила по принятой в католицизме практике по своим двум первым словам.
Конституция Lumen Gentium стала одной из четырёх конституций Второго Ватиканского собора и одним из наиболее важных документов, принятых на нём. Она посвящена Церкви, её мистической роли в деле спасения человечества, её иерархическому устройству, правам и обязанностям отдельных её членов.

## Структура
Конституция Lumen Gentium состоит из 69 статей, объединённых в 8 глав:
1. О тайне Церкви (статьи 1-8)
2. О народе Божием (статьи 9-17)
3. Об иерархическом строении Церкви и, в частности, о епископате (статьи 18-29)
4. О мирянах (статьи 30-38)
5. О всеобщем призвании ко святости в Церкви (статьи 39-42)
6. О монашествующих (статьи 43-47)
7. Об эсхатологической природе странствующей Церкви и о её единстве с Церковью небесной (статьи 48-51)
8. О Пресвятой Богородице Деве Марии в тайне Христа и Церкви (статьи 52-69)

## Содержание
Конституция суммирует экклезиологическое учение Католической церкви. В первой главе раскрывается смысл мистического понятия Церкви, как невесты Христа и чётко определяется, что Церковь Христова может быть только одна и что она пребывает в Католической церкви:
Это и есть единственная Церковь Христова, которую мы исповедуем в Символе веры как единую, святую, кафолическую и апостольскую, которую Спаситель наш по воскресении Своём поручил пасти Петру (ср. Ин 21, 17) и ему же, как и другим апостолам, вверил её распространение и управление (ср. Мф 28, 18 слл.) и навсегда воздвиг её как "столп и утверждение истины" (1 Тим 3, 15). Эта Церковь, установленная и устроенная в мире сем как общество, пребывает в католической Церкви, управляемой преемником Петра и Епископами в общении с ним,
хотя и замечается, что «вне её (Церкви) состава обретаются многие начала освящения и истины, которые, будучи дарами, свойственными Церкви Христовой, побуждают к кафолическому единству».
Вторая глава посвящена понятию «народ Божий», главы с третьей по шестую описывают иерархическое устройство Церкви и излагают взгляд Церкви на клир, мирян и монашествующих. В третьей главе, помимо прочего, Lumen Gentium вновь подтверждает Догмат о папской безошибочности. В четвёртой главе особо подчёркивается важность деятельности мирян: «Поэтому миряне, даже занятые преходящими заботами, могут и должны осуществлять ценнейшую деятельность по возвещению Евангелия миру». Седьмая глава иллюстрирует понятие «общение святых» и говорит о связи земной Церкви и Церкви небесной. Заключительная глава конституции подробно рассказывает о понимании Католической церковью роли Девы Марии в спасении человечества и о её почитании в Церкви.